# El Azizia (Médéa)
Pour les articles homonymes, voir El Azizia.
El Azizia est une commune de la wilaya de Médéa en Algérie.

## Géographie
La commune est située dans le tell central dans les monts de Khechna (ar) à environ 97 km au sud d'Alger et à 100 km à l'est de Médéa et à environ 120 km au sud-ouest de Tizi Ouzou et à  82 km au sud-ouest Boumerdès  et à 25 km au sud-est de Tablat et à 39 km au nord-ouest de Bouira.
| Mihoub            | Maghraoua | El Khabouzia (wilaya de Bouira) |
| Mihoub            | El Azizia | Bir Ghbalou (wilaya de Bouira)  |
| El Guelb El Kebir | Sedraia   | Bir Ghbalou (wilaya de Bouira)  |

## Histoire
Sous
la colonisation, le nom du village d’El Azizia était « Les Frênes » ou « Camp des
Frênes »

## Personnalités liées à la commune
- Lakhdar Brahimi (en arabe : الأخضر الإبراهيمي), né le 1er janvier 1934 à El Azizia, près de Tablat en Algérie, est un diplomate et homme politique algérien. Il fut également Secrétaire général adjoint de la Ligue arabe et de l'Organisation des Nations unies ainsi qu'envoyé spécial chargé de plusieurs dossiers/régions pour ces deux organisations.